# Pouteria pallida
Pouteria pallida är en tvåhjärtbladig växtart som först beskrevs av Carl Friedrich von Gärtner, och fick sitt nu gällande namn av Charles Baehni. Pouteria pallida ingår i släktet Pouteria och familjen Sapotaceae. IUCN kategoriserar arten globalt som starkt hotad. Inga underarter finns listade i Catalogue of Life.